# Charles François Boscal de Réals de Mornac
Charles-François Boscal, comte de Réals de Mornac, né le 4 juin 1777 au château d'Allerit (Vallans) et mort le 4 octobre 1866 au chateau d'Allerit (Vallans), est un homme politique français.

## Biographie
Charles François Boscal de Réals de Mornac est le fils de Louis Boscal de Réals de Mornac, seigneur de Vallans et de Badiolle, officier au régiment de la Sarre-Infanterie, chevalier de l'ordre royal et militaire de Saint-Louis, et de Marie Félicité de Béchillon. Marié à Jeanne Louise Martin de Bonsonge puis à Caroline de La Faire, il est le beau-père de Gaspard Alphonse de La Porte-aux-Loups.
Le comte Boscal de Réals est élu député de Charente-Maritime le 13 novembre 1820 ; il était maire de Saintes depuis le 11 avril 1816. Il siégea au centre droit, et vota avec les royalistes de l'opinion la plus accentuée. Il fut réélu en 1824 et en 1827, par la même circonscription. Il a soutenu Villèle, Corbière et Peyronnet, à qui il a prêté constamment l'appui de son vote.  Il est nommé, par ces triumvirs, président du collège électoral de Saintes, où il exerce les fonctions de maire.
Il prit activement parti en 1830 pour le Gouvernement Polignac. Il ne fut pas réélu le 23 juin 1830, n'ayant obtenu que 110 voix contre 176 à Eschassériaux. Il fut membre du Conseil général de la Charente-Inférieure.